# Kralice na Hané
Kralice na Hané (hanácky Kralece) jsou městys v okrese Prostějov v Olomouckém kraji. Žije zde přibližně 1 700 obyvatel.

## Historie
První písemná zmínka o obci pochází z roku 1225.
V okolí tehdejší vsi se 12. července 1470 odehrála tzv. bitva na říčce Valové, dílčí střet česko-uherských válek, mezi jezdci uherského krále a českého vzdorokrále Matyáše Korvína a českými oddíly vojska Jiřího z Poděbrad vedené Václavem Vlčkem. Během náhlého uherského jízdního přepadu na kolonu postupujícího vojska bylo Vlčkovo vojsko poraženo a bylo nuceno ustoupit k Tovačovu.
Pošta v obci byla založena 18. května 1887.
Od 23. ledna 2007 byl obci vrácen status městyse.

## Obyvatelstvo

### Struktura
Vývoj počtu obyvatel za celou obec i za jeho jednotlivé části uvádí tabulka níže, ve které se zobrazuje i příslušnost jednotlivých částí k obci či následné odtržení.
| Místní části   | Místní části         | 1869  | 1880  | 1890  | 1900  | 1910  | 1921  | 1930  | 1950  | 1961  | 1970  | 1980  | 1991  | 2001  | 2011  | 2021  |
| -------------- | -------------------- | ----- | ----- | ----- | ----- | ----- | ----- | ----- | ----- | ----- | ----- | ----- | ----- | ----- | ----- | ----- |
| Počet obyvatel | část Kralice na Hané | 1 221 | 1 310 | 1 350 | 1 359 | 1 450 | 1 434 | 1 521 | 1 399 | 1 457 | 1 428 | 1 402 | 1 327 | 1 402 | 1 452 | 1 657 |
| Počet domů     | část Kralice na Hané | 184   | 201   | 216   | 229   | 239   | 246   | 267   | 310   | 337   | 345   | 366   | 419   | 424   | 474   | 538   |

## Správa městyse
Katastrálně je území obce složeno ze dvou katastrálních území: Kralice na Hané a Vitonice na Hané. Hlavní část Kralic je přitom s Vitonicemi srostlá v jeden celek. V okrajových částech katastrálního území Kralice na Hané se však nacházejí další urbanistické celky:
- Kralický Háj, asi dva kilometry západně od Kralic; je to v podstatě část průmyslové zóny na východě města Prostějova, a
- Kraličky, což je osada,[9] asi dva kilometry severně od Kralic na Hané, bezprostředně u ní je i železniční zastávka Kraličky.

Evidenčně se obec člení na dvě části: část Kralice na Hané zahrnuje základní sídelní jednotky Kralice na Hané, Vítonice a Kralický Háj, zatímco Kraličky jsou nejen samostatnou základní sídelní jednotkou, ale i samostatnou evidenční částí obce.
Vítonice jsou jako základní sídelní jednotka zapsány s dlouhým „í“ v názvu, ale jako název katastrálního území Vitonice na Hané s krátkým „i“.

### Vedení obce
Po komunálních volbách, které se uskutečnily v roce 2022 byl zvolen novým starostou Karel Labonek. Místostarostkou se stala Šárka Soušková. 

### Symboly městyse
Znak a vlajka byly městysi uděleny rozhodnutím předsedy Poslanecké sněmovny Parlamentu České republiky dne 13. května 2003.

## ZŠ Kralice na Hané a MŠ Kralice na Hané
V obci působí škola ZŠ Kralice na Hané, která nabízí pět tříd 1. stupně základního vzdělávání a navštěvuje ji něco okolo 50 žáků. Dále obec spravuje mateřskou školku. 

## TJ Sokol Kralice na Hané
Byl založen v roce 1911.

## Pamětihodnosti
- Kostel Nanebevzetí Panny Marie
- Boží muka
- Sousoší svatého Jana Nepomuckého
- Sochy svatého Petra, Pavla, Anny, Antonína Paduánského, Archanděla Michaela a Anděla strážného

## Osobnosti
- Jan Antonín Sedláček (1728–1805), český chrámový skladatel
- Rostislav Czmero (1926–2002), český novinář a publicista

## Galerie

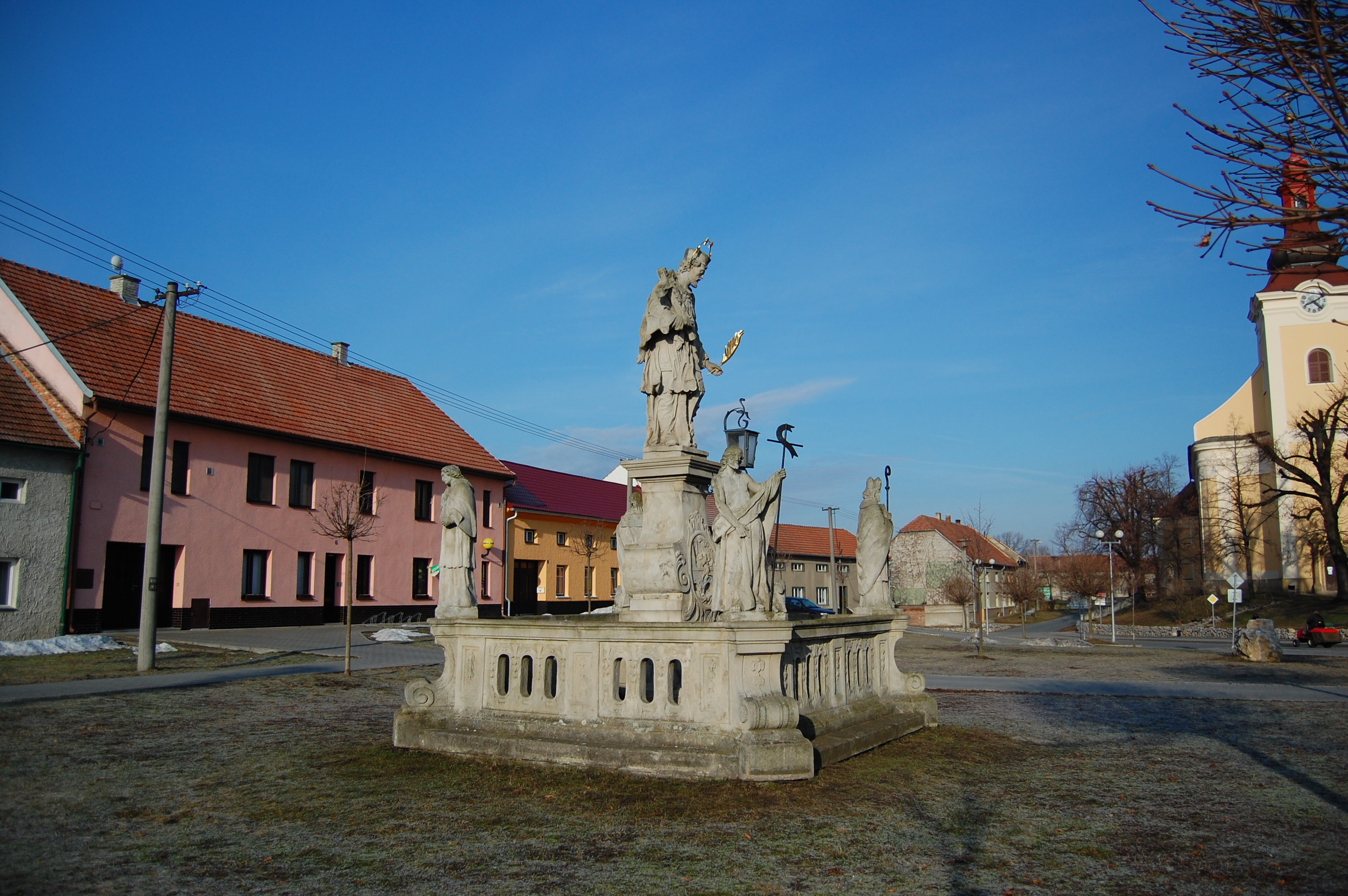
Sousoší svatého Jana Nepomuckého
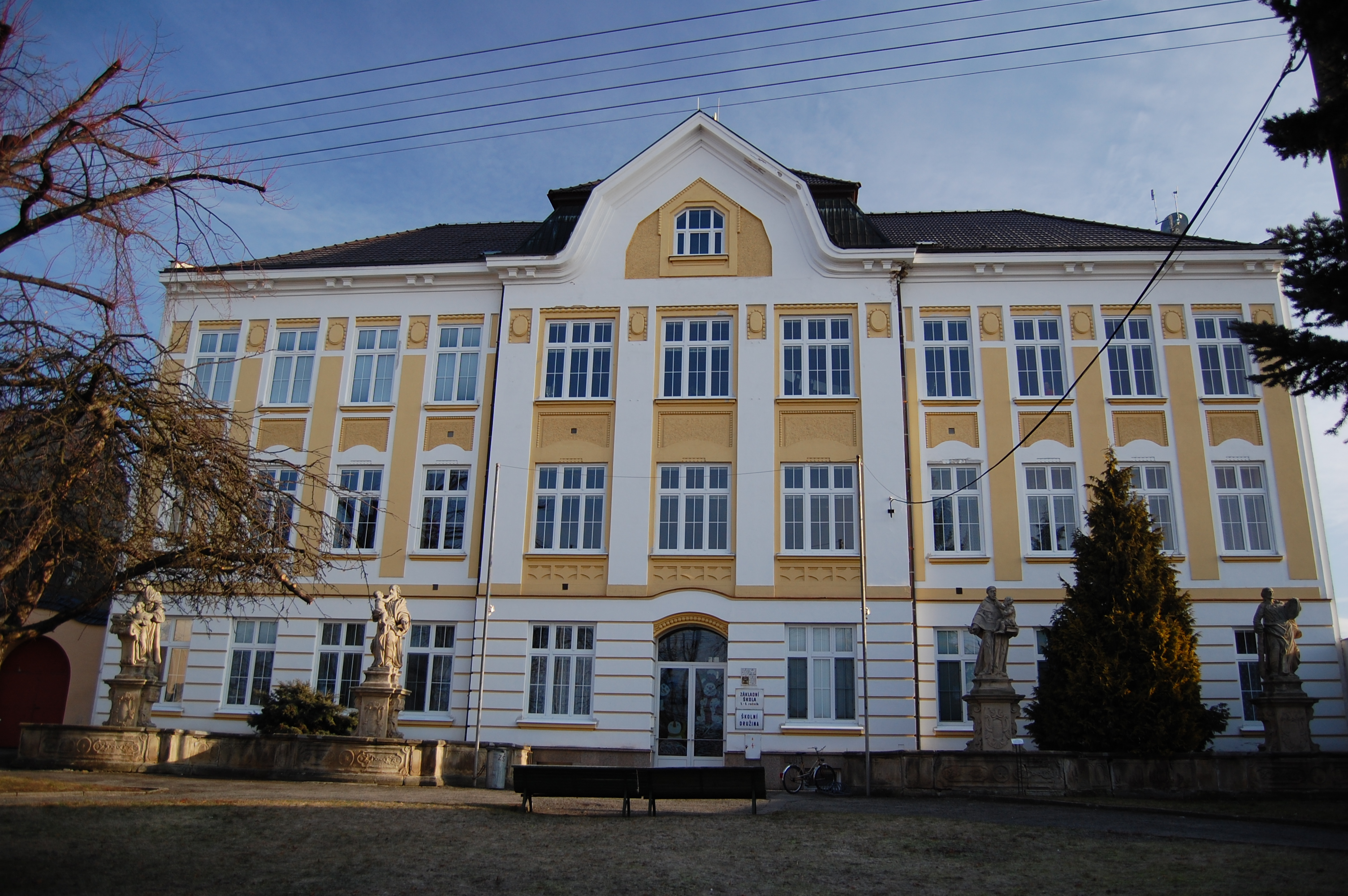
Základní škola
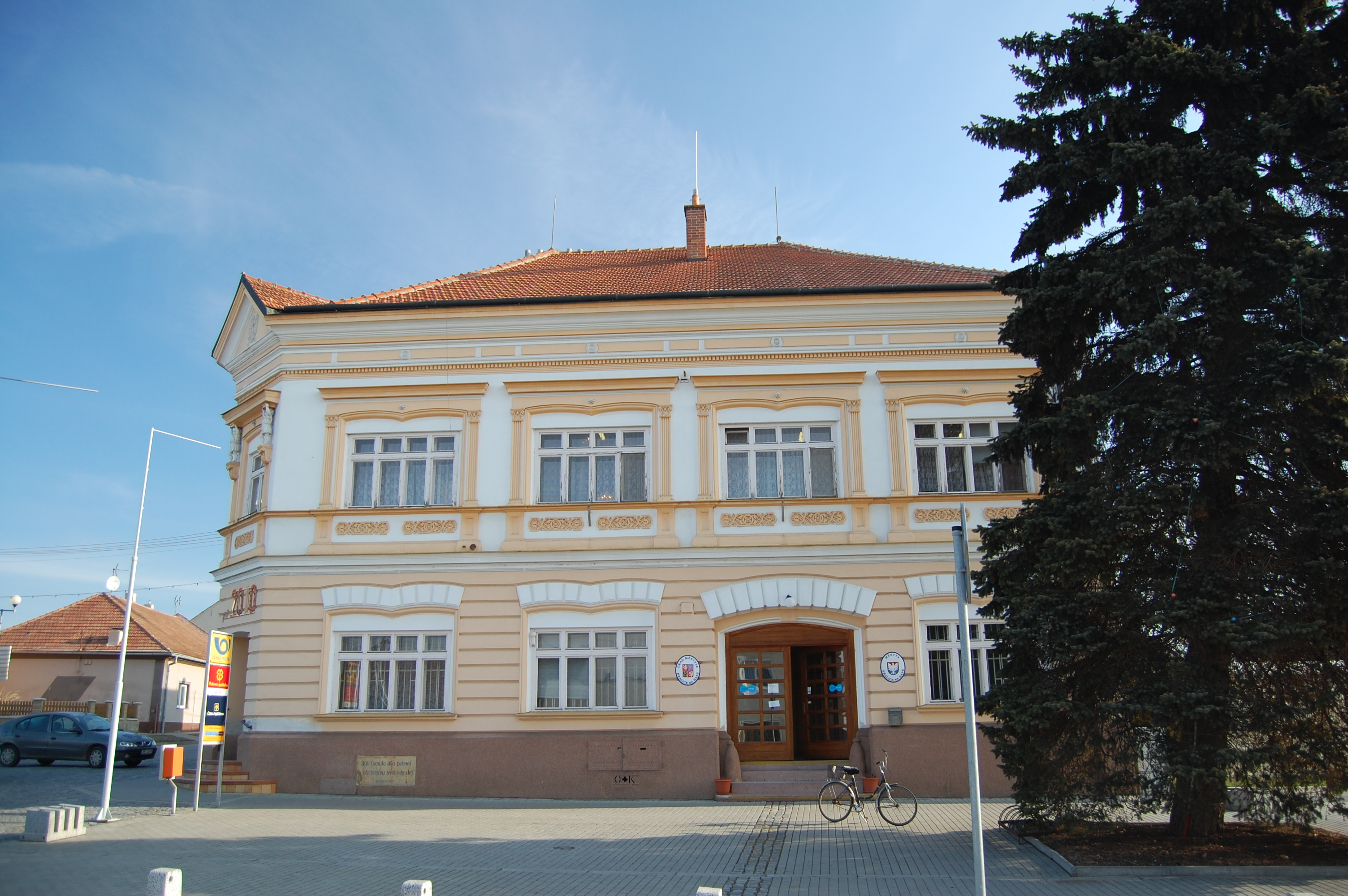
Úřad městyse
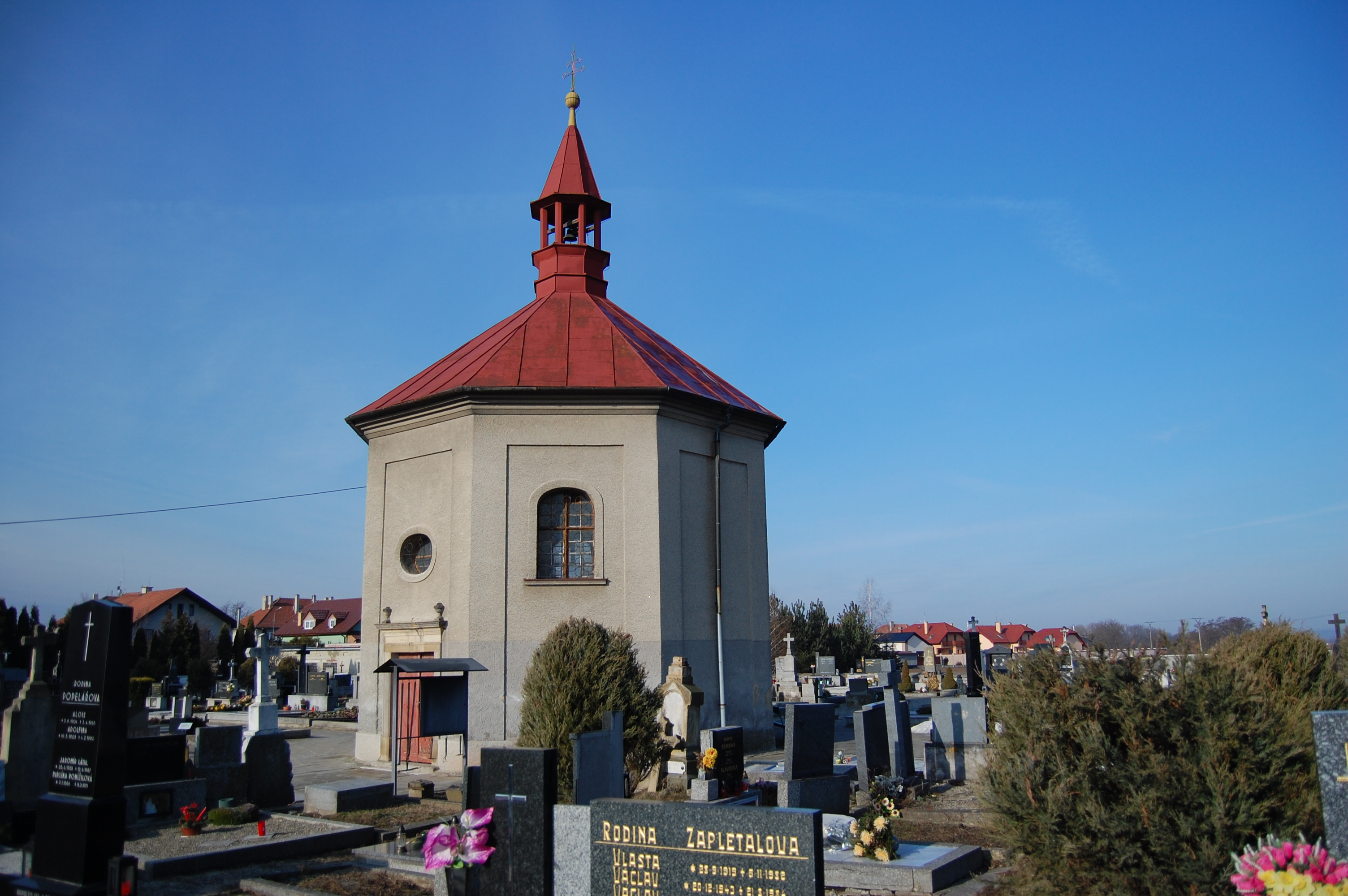
Hřbitovní kaple
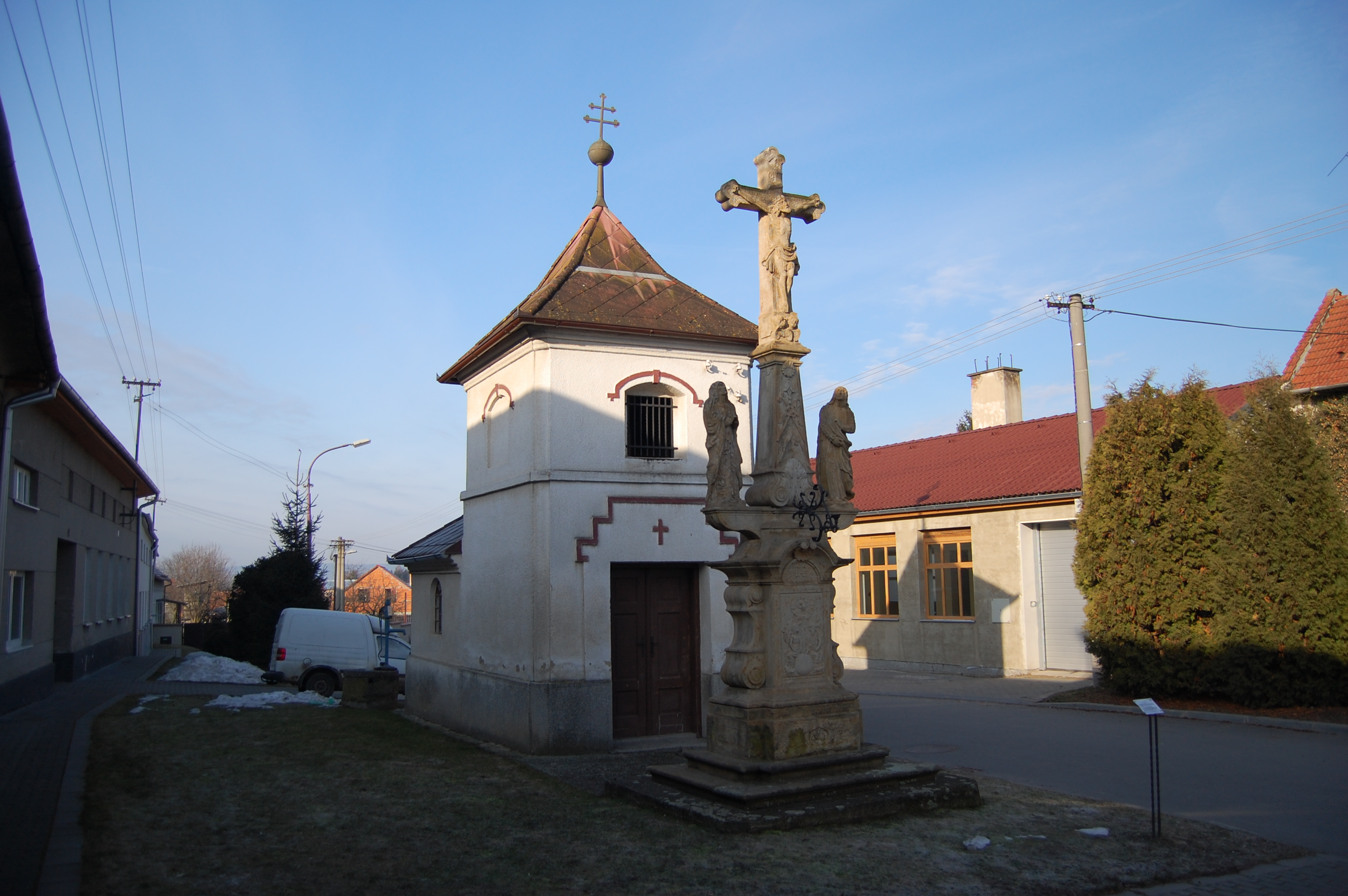
Kaplička ve Vítonicích